# Roemenië op de Olympische Zomerspelen 1928
Roemenië nam deel aan de Olympische Zomerspelen 1928 in Amsterdam, Nederland. In tegenstelling tot vier jaar eerder werd geen medaille gewonnen.

## Deelnemers en resultaten

### Atletiek
| Olympiër                                                                            | Discipline       | Resultaat | Prestatie |
| ----------------------------------------------------------------------------------- | ---------------- | --------- | --- |
| Ladislau Peter                                                                      | 100m (m)         | series    | serie 5: 3de |
| Ladislau Peter                                                                      | 200m (m)         | series    | serie 1: 6de |
| Lothar Albrich                                                                      | 110m horden (m)  | series    | serie 1: 4de |
| Otto Schöpp                                                                         | 110m horden (m)  | series    | serie 2: 5de |
| Virgil Ioan                                                                         | 400m horden (m)  | DNS       | niet gestart |
| Ladislau Peter Lothar Albrich Virgil Ioan Gheorghe Csegezi Otto Schöpp Tiberiu Rusu | 4x100m (m)       | DNS       | niet gestart |
| Tiberiu Rusu                                                                        | hoogspringen (m) | 28e       | kwalificatie groep B: 7de met 1,70m |
| Otto Schöpp                                                                         | hoogspringen (m) | 28e       | kwalificatie groep A: 8ste met 1,70m |
| Ion David                                                                           | kogelstoten (m)  | 16e       | kwalificatie groep B: 11de met 12,82m |
| Alexandru Fritz                                                                     | kogelstoten (m)  | 19e       | kwalificatie groep A: 8ste met 12,55m |
| Ion David                                                                           | discuswerpen (m) | 28e       | kwalificatie groep D: 10de met 37,49m |
| Otto Rottman                                                                        | speerwerpen (m)  | 27e       | kwalificatie groep A: 7de met 50,93m |
| Gheorghe Csegezi                                                                    | tienkamp (m)     | 26e       | 100m: 16de in 11,8 verspringen: 29ste met 6,01m kogelstoten: 36ste met 9,45m hoogspringen: 28ste met 1,60m 400m: 23ste in 55,6 110m horden: 29ste in 20,00 discuswerpen: 33ste met 26,20m polsstokspringen: 21ste met 3,00m speerwerpen: 27ste met 31,85m 1500m: 13de in 5.03,8 totaal: 5081,605 punten |
| Ion Haidu                                                                           | tienkamp (m)     | DNF       | 100m: 31ste in 12,2 verspringen: 34ste met 5,74m kogelstoten: 29ste met 10,51m hoogspringen: 28ste met 1,60m 400m: 32ste in 59,4 110m horden: 31ste in 20,40 discuswerpen: 24ste met 31,59m |
| Virgil Ioan                                                                         | tienkamp (m)     | DNF       | 100m: 34ste in 12,4 |
|                                                                                     |                  |           | |
| Irina Orendi                                                                        | hoogspringen (v) | 20e       | kwalificatie groep A: 11de met 1,35m |
| Berta Jikeli                                                                        | discuswerpen (v) | 18e       | kwalificatie groep B: 8ste met 28,19m |

### Schermen
| Olympiër                                                                | Discipline      | Resultaat | Prestatie |
| ----------------------------------------------------------------------- | --------------- | --------- | --- |
| Gheorghe Caranfil                                                       | degen (m)       | 55e       | 1ste ronde groep B: 9de V van SWE Hellsten V van USA Calnan V van SUI Empeyta V van DEN Osiier V van HUN Hajdú V van TCH Kříž V van NED Mijer W van GER Jack W van FIN Appelroth |
| Dan Gheorghiu                                                           | degen (m)       | 38e       | 1ste ronde groep E: 7de V van FRA Gaudin V van SUI Fitting V van BEL Delporte W van GER Fischer V van GBR Childs V van POR Paredes W van EGY Adda W van GRE Ampet W van ARG Llauró |
| Răzvan Penescu                                                          | degen (m)       | 25e       | 1ste ronde groep D: 3de W van BEL Tom W van FRA Massard W van NOR Lorentzen V van DEN Ryefelt W van ARG Martínez W van USA Milner V van TCH Černohorský W van GRE Bembis W van NED de Jong kwartfinale 1: 8ste W van FRA Gaudin V van GER Halberstadt V van NED Driebergen W van BEL Debeur V van SWE Dyrssen V van POR Paredes W van ARG Martínez W van DEN Ryefelt W van GBR Holt V van EGY Moyal W van SUI Jacquet |
| Mihai Savu Gheorghe Caranfil Răzvan Penescu Dan Gheorghiu Ion Rudeanu   | degen team (m)  | 9e        | 1ste ronde groep G: 2de V van Duitsland: 7-9 kwartfinale 1: 3de V van België: 6-9 V van Tsjecho-Slowakije: 6-10 |
| Gheorghe Caranfil                                                       | floret (m)      | 51e       | 1ste ronde groep G: 7de V van FRA Cattiau: 1-5 V van AUT Ettinger: 0-5 V van BEL Bru: 3-5 V van DEN Bærentzen: 4-5 V van FIN Appelroth: 3-5 V van NOR Bergsland: 4-5 |
| Mihai Savu                                                              | floret (m)      | 14e       | 1ste ronde groep 8: 3de V van FRA Ducret: 1-5 V van USA Every: 4-5 W van SWE Tingdahl: 5-3 V van AUT Brünner: 1-5 W van EGY Misrahi: 5-3 W van ESP Alemán: 5-1 W van GER Thomson: 5-0 halve finale 2: 8ste V van ITA Puliti: 0-5 V van FRA Ducret: 0-5 V van HUN Rozgonyi: 2-5 W van SWE Uggla: 5-3 W van EGY Moyal: 5-4 W van USA Every: 5-4 V van BEL Pêcher: 4-5                                                   |
| Nicolae Caranfil Dan Gheorghiu Gheorghe Caranfil Mihai Savu Ion Rudeanu | floret team (m) | 15e       | 1ste ronde groep A: 4de V van Frankrijk: 1-15 V van Denemarken: 5-11 G van Duitsland: 8-8 |
| Denis Dolecsko                                                          | sabel (m)       | 19e       | 1ste ronde groep F: 3de V van HUN Gombos: 1-5 V van ITA De Vecchi: 5-3 W van CHI Goyoaga: 5-1 W van BUL Lekarski: 5-2 V van BEL Yves: 2-5 halve finale 1: 7de V van ITA Bini: 3-5 V van HUN Tersztyánszky: 2-5 V van NED van der Wiel: 3-5 V van FRA Ducret: 1-5 V van DEN Ole Berthelsen: 0-5 V van GER Moos: 4-5 W van BEL Brasseur: 5-3                                                                            |
| Mihai Raicu                                                             | sabel (m)       | 31e       | 1ste ronde groep H: 4de V van ITA Marzi: 2-5 V van HUN Tersztyánszky: 2-5 V van GER Thomson: 1-5 W van ESP García: 5-1 W van ESP Balkan: 5-2 V van CHI Díaz: 1-5 W van GER Thomson: 5-0 |

Argentinië · Australië · België · Brits-Indië · Bulgarije · Canada · Chili · Cuba · Denemarken · Duitsland · Egypte · Estland · Filipijnen · Finland · Frankrijk · Griekenland · Groot-Brittannië · Haïti · Hongarije · Ierland · Italië · Japan · Joegoslavië · Letland · Litouwen · Luxemburg · Malta · Mexico · Monaco · Nederland · Nieuw-Zeeland · Noorwegen · Oostenrijk · Panama · Polen · Portugal · Roemenië · Spanje · Tsjecho-Slowakije · Turkije · Uruguay · Verenigde Staten · Zuid-Afrika · Zuid-Rhodesië · Zweden · Zwitserland